# معدل إماتة الحالات
في علم الأوبئة، يمثل معدل إماتة الحالات (يُسمّى أحيانًا خطر إماتة الحالات أو نسبة إماتة الحالات) نسبة الوفيات الناجمة عن مرض معين إلى العدد الإجمالي للأشخاص المُشخّصة إصابتهم بالمرض خلال فترة معينة. يُعبَّر عادة عن معدل إماتة الحالات بنسبة مئوية ويمثل مقياسًا لشدة المرض. يستخدم معدل إماتة الحالات في الأمراض المنفصلة، التي تحدث خلال مدة زمنية محدودة، كحالات تفشي العدوى الحادة. لا يمكن اعتبار معدل إماتة الحالات نهائيًا إلا بعد انتهاء جميع الحالات (إما بالوفاة أو بالشفاء). فمثلًا، يكون معدل إماتة الحالات الأولي، الذي يُحسب في أثناء تفشي المرض بوجود تزايد يومي في الحالات ومدة طويلة لانتهاء المرض، أقل بكثير من معدل إماتة الحالات النهائي.

## مصطلحات
معدل الوفيات - الذي يلتبس بمعدل إماتة الحالات - هو مقياس للعدد النسبي للوفيات (إما بشكل عام، أو الناتجة عن سبب محدد) ضمن عموم السكان في واحدة الزمن. أما معدل إماتة الحالات، فهو عدد الوفيات بين الحالات المُشخصة فقط.
يُستخدم مصطلح نسبة إماتة الحالات بشكل متبادل مع مصطلح معدل إماتة الحالات، ولكنهما مصطلحان مختلفان. تقارِن نسبة إماتة الحالات بين قيمتين لمعدل إماتة الحالات. يُعبّر عنها من خلال نسبة. تُستخدم نسبة إماتة الحالات للمقارنة بين الأمراض من حيث الشدة أو لتقييم تأثير التداخلات.
من وجهة نظر رياضية، قيم معدلات إماتة الحالات التي تتراوح بين 0 و1 (أو 0% و100%، أي بين لا شيء والكل)، هي في الواقع مقياس للخطر (خطر وفاة الحالة) - أي أنها نسبة من حالات الإصابة، دون أن تعكس حدوث المرض. فهي ليست معدلات، أو معدلات حدوث، أو نسب (فهي غير محدودة بالمجال 0-1). ولا تأخذ في الاعتبار الوقت بين بدء المرض والوفاة.

## معدل إماتة العدوى
يُستخدم معدل إماتة العدوى بشكل مشابه لمعدل إماتة الحالات في فاشيات الأمراض المعدية، لكنه يمثل نسبة الوفيات بين جميع المصابين، متضمنًا الأفراد اللاعرضيين أو غير المشخصة إصابتهم. ويرتبط ارتباطًا وثيقًا بمعدل إماتة الحالات، ولكنه يشمل في الحساب الأشخاص المصابين بالعدوى دون أن تتأثر صحتهم.
يختلف معدل إماتة العدوى عن معدل إماتة الحالات في أنه يقدّر معدل الوفيات بين المرضى والمصابين الأصحّاء: أي في الحالات المكتشفة وغير المكتشفة (اللاعرضيين أو الذين لم يخضعوا للفحوص). (يسمى الأفراد المصابون، دون أن تظهر عندهم أية أعراض، حالات عدوى «لا عرضية» أو «صامتة» أو «تحت سريرية» وقد ينقل هؤلاء العدوى بغير قصد.) لا يمكن أن يتجاوز معدل إماتة العدوى حسب التعريف معدل إماتة الحالات لأن الأول يضيف الحالات غير العرضية إلى مقامه.

## مثال حسابي
إذا شُخصت إصابة 100 شخص في مجتمع محلي بنفس المرض، ومات 9 منهم في وقت لاحق نتيجة للمرض، يكون معدل إماتة الحالات 9%. وإذا كانت بعض الحالات غير نهائية (لم يتوفّ المريض ولم يشف) عند إجراء التحليل، فقد يضيف تحليل لاحق الوفيات الإضافية فيصبح معدل إماتة الحالات أعلى، وذلك إذا ضُمنت الحالات غير المنتهية في التحليل السابق. في المقابل، يمكن أن يثبت لاحقًا أن عدد المصابين أكبر، فيصبح معدل إماتة العدوى أقل من معدل إماتة الحالات.